# 須賀神社 (小山市)
須賀神社（すがじんじゃ）は、栃木県小山市宮本町一丁目にある神社である。旧社格は郷社。

## 祭神
- 素盞嗚命（牛頭天王）
- 大己貴命
- 誉田別命（八幡神）

## 歴史

神紋

この神社は社伝によれば、940年（天慶3年）藤原秀郷が現在の小山市中久喜に創建したのに始まるとされ、現在地に移ったのは平治年間（1159年 – 1160年）とされる。中世には小山氏の崇敬が篤く、小山城の守護神とされた。元は小山城内にあったとされるが、江戸時代初期、小山藩藩主となった本田正純によって現在地に移転されたという。
小山城の別名である祇園城の名はこの神社(祇園社)に由来している。小山市全域、野木町、国分寺地区、下石橋、小田林地区などを含む、小山六十六郷の総鎮守であった。1605年には小山城主本多正純より計50石を寄進され、のちに15石の朱印地を認められた。

## 境内
参道は旧日光街道に面した通りから始まっているが、現在は道路によって分断されている。境内には小山氏やその祖である藤原秀郷の顕彰碑がある。また、天狗党に属した昌木春雄はこの神社の神職の次男であり、彼の顕彰碑も立てられている。社殿の南側には七ツ石がある。この七ツ石は本来祇園城にあった石であるとのことで、小山の伝説に登場するもの。また、参道脇にある石鳥居は1653年に造立されたもので小山市では最も古いものであり、県内でも二番目に古い鳥居である。

## 祭典・神事
1月1日：歳旦祭
2月節分の日：節分祭
2月11日：紀元祭(建国記念祭)
2月17日：祈年祭
4月初旬日曜日：太々御神楽祭
6月30日：大祓式
7月14 - 21日：例大祭（祇園祭）
10月17日：神嘗祭遙拝式
11月23日：新嘗祭
12月23日：天長祭
12月31日：大祓式・除夜祭
なかでも祇園祭は大規模で、江戸時代の『下野国誌』にも「当国第一の祇園会なり」とある。

## 文化財

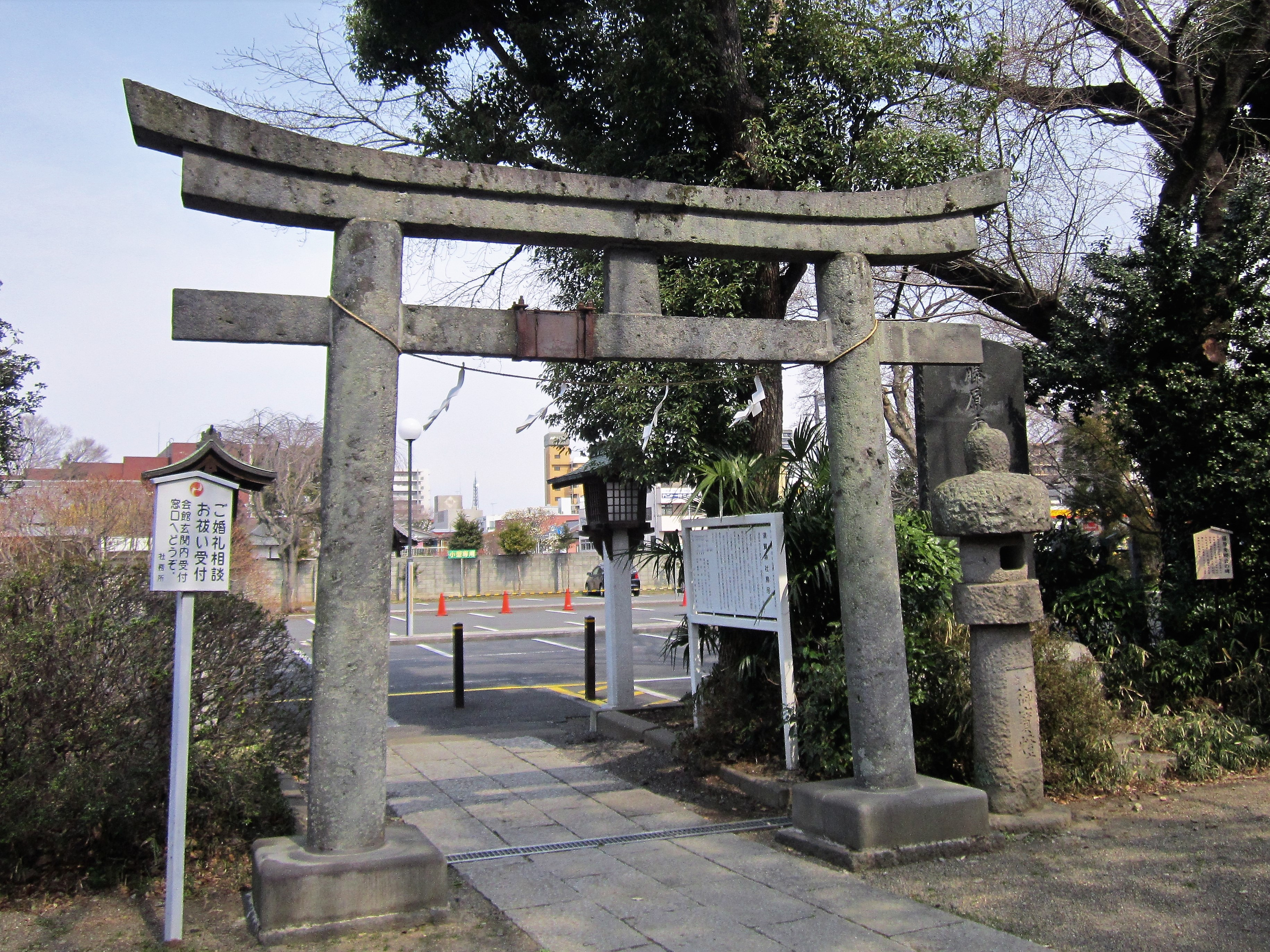
石鳥居

### 重要美術品（国認定）
- 蓬莱鏡

### 栃木県指定有形文化財
- 朱神輿

### 小山市指定有形文化財
- 徳川家康寄進状
- 月宮鑑
- 牛頭天皇額
- 石鳥居

## 現地情報
所在地
- 栃木県小山市宮本町1-2-4

交通
- JR宇都宮線・両毛線・水戸線・東北新幹線小山駅西口より徒歩8分